# Hypena griveaudi
Hypena griveaudi är en fjärilsart som beskrevs av Pierre E.L. Viette 1968. Hypena griveaudi ingår i släktet Hypena och familjen nattflyn. Inga underarter finns listade i Catalogue of Life.